# Project Latte
El Project Latte és una eina de Microsoft basada en Subsistema del Windows per a Linux la qual permetrà que les aplicacions Android es puguin empaquetar pujar a la Microsoft Store com a format Appx sense haver de fer una modificació prèvia. Actualment es anomenat Windows Subsystem for Android (Subsistema del Windows per a l'Android).
A diferència de l'aplicació Company del vostre telèfon les aplicacions s'executen nativament a l'ordinador. Les aplicacions s'hauran de modificar perquè els Serveis de Google Play només tenen permís per executar-se en Android i Google Chrome OS, aleshores els desenvolupadors s'hauran d'adaptar les seves aplicacions perquè funcionin sense ells.